# Jægersborg Kaserne
Jægersborg Kaserne, som beligger i den københavnske forstad Gentofte, var indtil 29. juni 2009 uddannelsessted for Forsvarets Sundhedstjeneste.

## Historie
På stedet, hvor Jægersborg Kaserne ligger, lå Jægersborg Slot, der indtil 1688 hed Ibstrup Slot. Slottet var opført i perioden 1609-20 af Christian IV og blev nedrevet i 1761.
Lauritz de Thurah udformede i perioden 1734-38 "Jægergården", som er de oprindeligt gule og nu fredede bygninger.
I 1717 blev der indrettet kaserne på en del af slottet, og siden har flere danske, militære enheder haft kvarter her. Eksempelvis havde livgarden garnison her i perioderne 1909-14 og 1920-43. Senest har forsvarets sundhedstjeneste haft hjemsted her.
Under Operation Safari, den 29. august 1943, angreb tyske tropper kasernen og dræbte en ubevæbnet brandvagt, Garder Lars Johannes Bødtcher Larsen. Der hænger i dag en mindeplade på kasernens østlige fløj, ud mod vejen.
Kasernen kom i 1962 til at hedde Forsvarets Lægekorps Skole, da den moderne del af kasernen blev opført. I 1974 skiftede skolen navn til Forsvarets Sanitetsskole.
I 2010 blev kasernen solgt. Den vestlige, fredede del af kasernen, blev købt af Ejendomsselskabet Norden og den nyere del af Gentofte Kommune.
- Jægersborg Slot i 1747
- Nordøstfløj
- Det sydøstlige "hundehus"